# Яблонка (гміна)
Гміна Яблонка (пол. Gmina Jabłonka) — сільська гміна у південній Польщі. Належить до Новотарського повіту Малопольського воєводства.
Станом на 31 грудня 2011 у гміні проживало 17777 осіб.

## Площа
Згідно з даними за 2007 рік площа гміни становила 213.28 км², у тому числі:
- орні землі: 60.00%
- ліси: 34.00%

Таким чином, площа гміни становить 14.46% площі повіту.

## Населення
Станом на 31 грудня 2011:
| Опис     | Загалом | Загалом | Чоловіки | Чоловіки | Жінки | Жінки |
| -------- | ------- | ------- | -------- | -------- | ----- | ----- |
| одиниця  | осіб    | %       | осіб     | %        | осіб  | %     |
| все      | 17777   | 100     | 8800     | 49.50    | 8977  | 50.50 |
| міське   | 0       | 100     | 0        |          | 0     |       |
| сільське | 17777   | 100     | 8800     | 49.50    | 8977  | 50.50 |

## Сусідні гміни
Гміна Яблонка межує з такими гмінами: Бистра-Сідзіна, Завоя, Ліпниця-Велька, Раба-Вижна, Спитковіце, Чорний Дунаєць.